# 卜景超
卜景超（？—？），字其旋，順天府固安縣（今河北省固安縣）人，清朝政治人物。

## 生平
康熙十一年（1672年）壬子科中舉人，康熙十八年（1679年）己未科中三甲進士。任四川安县知縣，歷任戶部江南司主事、戶部雲南司員外郎、禮部主客司郎中，提督貴州學政，晉升為奉政大夫，後补雲南永昌道參議。

## 家族
父卜兆麟，明崇禎年間進士；景超为長子。弟卜峻超，為康熙二十一年（1682年）壬戌科進士。